# Neeme Järvi
Neeme Järvi, född 7 juni 1937 i Tallinn i Estland, är en estnisk-amerikansk dirigent.

## Biografi
Neeme Järvi har studerat vid bland annat konservatoriet i Leningrad. Han emigrerade från dåvarande Sovjetunionen till USA 1980. Han har varit chefsdirigent (eller haft motsvarande befattning och titel) hos flera orkestrar, på senare år hos Göteborgs Symfoniker 1982–2004, Scottish National Orchestra (Glasgow) 1984–1988, Detroit Symphony Orchestra 1990–2005, New Jersey Symphony Orchestra 2005-2009 och Haags filharmoniska orkester (Residentie Orkest) sedan 2005. En kort period 2010 var han chefsdirigent för Estlands nationella symfoniorkester.
Som chefsdirigent för Göteborgs Symfoniker tolkade Järvi ofta verk av de nordiska mästarna Grieg, Carl Nielsen, Sibelius och Stenhammar, tolkningar som också spelades in på skiva.
Järvi har dirigerat musik av många mindre kända tonsättare. Bland annat har han uppmärksammat den estnisk-svenske Eduard Tubin, vars orkesterverk han dirigerade på svenska skivinspelningar på 1980-talet. Han har gjort en ansenlig mängd andra skivinspelningar, varvid han ägnat östeuropeisk och nordisk musik särskild uppmärksamhet utan att försumma de västeuropeiska mästarnas verk. 
Neeme Järvi är far till dirigenterna Paavo Järvi och Kristjan Järvi.

## Priser och utmärkelser
- 1988 – Utländsk ledamot nr 393 av Kungliga Musikaliska Akademien
- 1991 – Hugo Alfvénpriset
- 1991 – Hedersdoktor vid konstnärliga fakulteten vid Göteborgs universitet[3]
- 2002 – Grammis som "Årets klassiska ensemble" (tillsammans med Göteborgs Symfoniker)